# 美幌駐屯地
美幌駐屯地（びほろちゅうとんち、JGSDF Camp Bihoro）は、北海道網走郡美幌町字田中に所在し第6即応機動連隊等が駐屯する陸上自衛隊の駐屯地である。

## 概要
第6即応機動連隊、第5後方支援隊即応機動直接支援中隊、第52普通科連隊美幌出頭（即応予備自衛官対象）、第302基地通信中隊美幌派遣隊、第375会計隊、美幌駐屯地業務隊、第121地区警務隊美幌派遣隊が駐屯している。美幌駐屯地司令は、第6即応機動連隊長が兼務する。
最寄の演習場は、美幌訓練場。

## 沿革
日本海軍
- 1940年（昭和15年）：当地に大日本帝国海軍美幌第一航空基地が完成。
- 1945年（昭和20年）：終戦により、GHQが滑走路を破壊。飛行場としては使用不能となる。

警察予備隊美幌駐屯地
- 1951年（昭和26年）：警察予備隊の駐屯開始。
  - 5月1日：警察予備隊第2管区隊第62連隊が新編。
  - 12月1日：第62連隊本部、本部中隊および第4大隊が恵庭駐屯地に移駐。
- 1952年（昭和27年）
  - 1月19日：部隊改編により、第62連隊第2大隊が第6連隊第1大隊に改編。
  - 1月26日：第6連隊本部が高田駐屯地から移駐。

保安隊美幌駐屯地
- 1952年（昭和27年）
  - 10月15日：保安隊が発足。
  - 10月18日：第6連隊隷下に駐屯地管理隊・福祉隊（後の美幌駐屯地業務隊）が編成。
- 1953年（昭和28年）9月1日：駐屯地管理隊・福祉隊が美幌駐屯地業務隊に改編。

陸上自衛隊美幌駐屯地
- 1954年（昭和29年）
  - 7月1日：

  1. 陸上自衛隊設置に伴い美幌駐屯地が開設される[1][2]。
  2. 第6連隊が第6普通科連隊に称号変更。

  - 9月25日：第6普通科連隊第3大隊が編成。
- 1962年（昭和37年）
  - 1月18日：第5管区隊が第5師団に改編。第6普通科連隊が再編され本部管理中隊、4個普通科中隊および重迫撃砲中隊の編成となる。
  - 7月10日：第105特科大隊が東千歳駐屯地から移駐。
- 1969年（昭和44年）
  - 3月22日：第101特科大隊が滝川駐屯地から移駐。
  - 3月25日：第105特科大隊が廃止。
- 2000年（平成12年）3月28日：北部方面後方支援隊第101特科直接支援大隊第1直接支援中隊第1直接支援小隊（第101特科大隊を支援）を新編。
- 2004年（平成16年）
  - 3月25日：第6普通科連隊重迫撃砲中隊を廃止。
  - 3月26日：第5師団の第5旅団への改編。

  1. 第6普通科連隊が軽普通科連隊へ改編。
  2. 第5後方支援隊第2整備中隊第2普通科直接支援小隊（第6普通科連隊を支援）を新編。
- 2011年（平成23年）4月22日：第6普通科連隊第4普通科中隊を廃止。
- 2023年（令和05年）
  - 3月15日：

  1. 第6普通科連隊を廃止。
  2. 第5後方支援隊第2整備中隊第2普通科直接支援小隊を廃止。
  3. 第101特科大隊を廃止[3]。
  4. 北部方面後方支援隊第101特科直接支援大隊第1直接支援中隊第1直接支援小隊を廃止。

  - 3月16日：

  1. 第6即応機動連隊に改編[3][4]。第6即応機動連隊長を駐屯地司令職に指定。
  2. 第5後方支援隊即応機動直接支援中隊（第6即応機動連隊を支援）を新編。

## 駐屯部隊

### 北部方面隊隷下部隊
- 第5旅団
  - 第6即応機動連隊
  - 第5後方支援隊
    - 即応機動直接支援中隊：第6即応機動連隊を支援
- 北部方面混成団
  - 第52普通科連隊
    - 美幌出頭（即応予備自衛官出頭地）
- 北部方面システム通信群
  - 第101基地システム通信大隊
    - 第302基地通信中隊
      - 美幌派遣隊
- 北部方面会計隊
  - 第375会計隊
- 美幌駐屯地業務隊

### 防衛大臣直轄部隊
- 警務隊
  - 北部方面警務隊
    - 第121地区警務隊
      - 美幌派遣隊

### 共同の機関
- 自衛隊帯広地方協力本部
  - 道東地域援護センター
    - 美幌分室[5]

## 広報施設
- 北辰館

## 過去の駐屯部隊
- 1951年（昭和26年）12月1日移駐
  - 第62連隊本部、本部中隊および第4大隊：恵庭駐屯地に移駐。1951年（昭和26年）5月1日（新編）からの間。
- 1952年（昭和27年）1月19日改編
  - 第62連隊第2大隊：第6連隊第1大隊に改編。1951年（昭和26年）5月1日（新編）から1952年（昭和27年）1月19日の間。
- 1969年（昭和44年）3月25日廃止
  - 第105特科大隊「105特-本」：1962年（昭和37年）7月10日（東千歳駐屯地から移駐）から1969年（昭和44年）3月25日（廃止）の間。
- 2004年（平成16年）3月25日廃止
  - 第6普通科連隊重迫撃砲中隊「6普-重」：
- 2011年（平成23年）4月22日廃止
  - 第6普通科連隊第4普通科中隊「6普-4」：
- 2023年（令和5年）3月15日廃止・改編
  - 第6普通科連隊「6普-本」：第6即応機動連隊に改編。
  - 第5後方支援隊第2整備中隊第2普通科直接支援小隊「5後支-2」：第6普通科連隊を支援。
  - 第101特科大隊「101特-本」：1969年（昭和44年）3月22日から2023年（令和5年）3月16日（廃止）の間。
  - 第101特科直接支援大隊第1直接支援中隊第1直接支援小隊「101特直支-1」：第101特科大隊を支援

## 最寄の幹線交通
- 高速道路：
- 一般道：国道39号、国道240号、国道243号、国道334号、北海道道64号女満別空港線、北海道道246号小清水女満別線
- 鉄道：JR北海道石北本線 美幌駅
- 港湾：網走港（重要港湾）
- 飛行場：女満別空港（第三種空港）- もと大日本帝国海軍美幌第二航空基地